# Beclamide
La beclamide è un farmaco che in passato veniva utilizzato nel controllo dei disordini comportamentali in soggetti non epilettici e nelle forme di epilessia tonico-clonica e psicomotoria.

## Farmacocinetica
Dopo somministrazione per via orale il farmaco viene rapidamente assorbito e distribuito nell'organismo. Il legame con le proteine plasmatiche è del 45-50%

L'eliminazione è renale e completa entro 48 ore. Meno dell'1% della dose è escreta immodificata. I metaboliti principali sono la N-(4-idrossibenzil)-3-cloropropionamide (4-idrossibeclamide), l'acido ippurico e l'acido benzoico.

## Usi clinici
Il farmaco trova indicazione come sedativo ed anticonvulsivante.

Fu impiegato soprattutto negli anni 50 per le sue proprietà anticonvulsivanti e nel trattamento delle crisi generalizzate tonico-cloniche. Non ha alcuna efficacia nelle crisi di assenza.
Negli anni 90 si è manifestato nuovamente un certo interesse per il farmaco per le sue proprietà psichiatriche come coadiuvante nel trattamento della schizofrenia e nel contenimento dei comportamenti socialmente offensivi.

## Controindicazioni
Oltre che nel caso di accertata ipersensibilità alla molecola, la beclamide è controindicata nei soggetti affetti da insufficienza epatica.

## Effetti collaterali ed indesiderati
Il farmaco può causare vertigini, stato di irritabilità nervosa, disturbi della funzione gastrointestinale ed in particolare epigastralgie e perdita di peso. In alcuni soggetti sono segnalati occasionalmente, esantema cutaneo o leucopenia transitoria.

## Dosi terapeutiche
La beclamide viene somministrata per via orale al dosaggio di 500 mg ogni otto ore.